# Cercanías Madrid

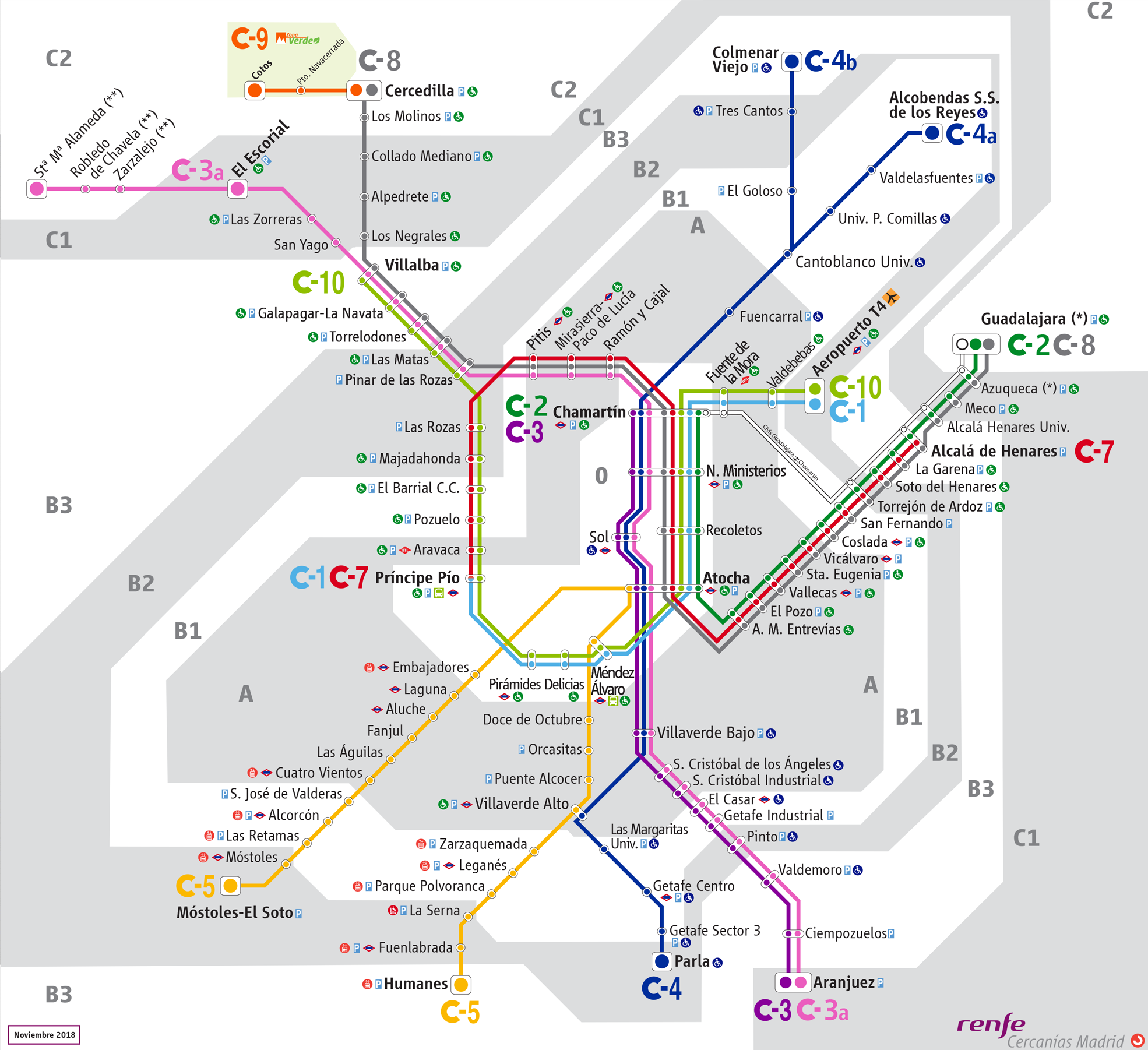

Cercanías Madrid is een stadsgewestelijk treinnet rondom de Spaanse hoofdstad Madrid. Het gehele netwerk bestaat uit 13 lijnen die de stad verbinden met nabijgelegen plaatsen. Het wordt geëxploiteerd door Cercanías Renfe. Het netwerk werd in 2004 doelwit van terroristische aanslagen. De totale lengte van Cercanías-netwerk Madrid is 339,1 kilometer. Naast de spoorlijnen in en om Madrid is de metersporige berglijn Cercedilla - Cotos in de Sierra de Guadarrama opgenomen in het treinnet onder het lijnnummer C-9.

## Lijnen

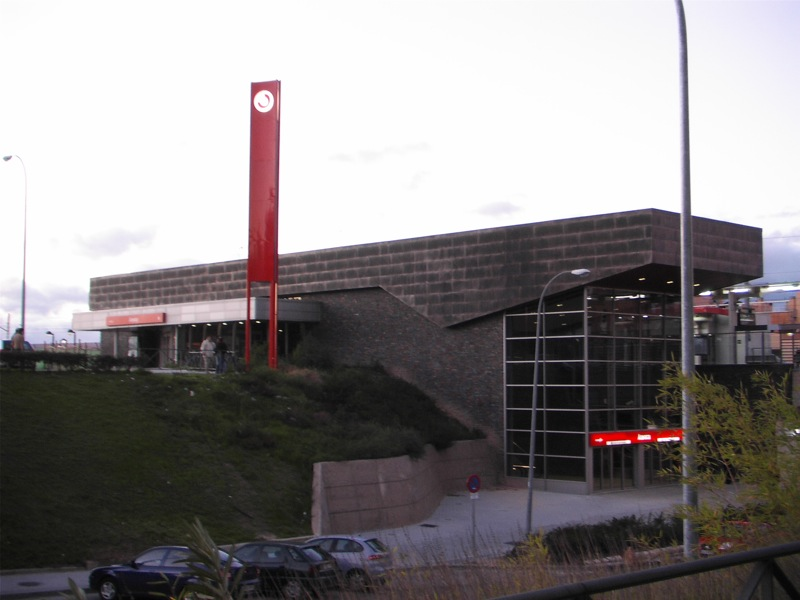
Station Aravaca, ten westen van de stad

| Lijn | Traject                                                | Lengte (in kilometers) |
| C-1  | Príncipe Pío/Atocha/Chamartín/Aeropuerto T4            | 23,6                   |
| C-2  | Guadalajara/Atocha/Chamartín                           | 65,5                   |
| C-3  | El Escorial/Chamartín/Atocha/Aranjuez                  | 48,3                   |
| C-4  | Alcobendas/Colmenar Viejo/Atocha/Parla                 | 24,7                   |
| C-5  | Móstoles–El Soto/Atocha/Fuenlabrada/Humanes            | 45,1                   |
| C-7a | Alcalá de Henares/Atocha/Chamartín/Príncipe Pío        | 79,8                   |
| C-7b | Príncipe Pío/Atocha/Chamartín/Colmenar Viejo           | 30,5                   |
| C-8  | Atocha/Chamartín/Villalba                              |                        |
| C-8a | Atocha/Chamartín/El Escorial/Santa María de la Alameda | 79,1                   |
| C-8b | Atocha/Chamartín/Cercedilla                            | 66,1                   |
| C-9  | Cercedilla/Cotos                                       | 18,2                   |
| C-10 | Villalba/Príncipe Pío/Atocha/Chamartín/Tres Cantos     | 79,1                   |
| ---- | ------------------------------------------------------ | ---------------------- |

## Tarieven

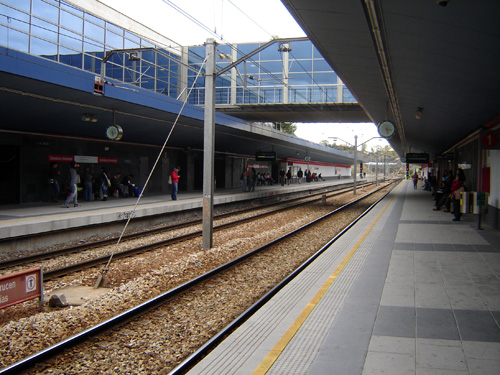
Het bovengrondse station van Cantoblanco-Universidad

De Cercanías is onderdeel van het Spaanse Consorcio Regional de Transportes de Madrid en heeft zijn eigen zonesysteem.
In de tabel staan de zone en de prijs die men daarvoor moet betalen. (van het centrum af)
| Zone      | Prijs |
| --------- | ----- |
| 0 en/of A | 1,55  |
| B1        | 1,50  |
| B2        | 2,15  |
| B3        | 2,80  |
| C1        | 3,35  |
| C2        | 4,40  |

## Nieuwe Noord-Zuidverbindingen
Om de bestaande Noord-Zuidverbinding tussen Chamartín en Atocha, die door zowel langeafstandstreinen als de Cercanías wordt gebruikt, te ontlasten, is een tweede spoortunnel aangelegd.
Wel heeft het kritiek gekregen vanwege twee nieuwe stations. De twee nieuwe stations zijn Sol dat ligt onder de Madrileense metro en het station Alonso Martinez, die niet is aangelegd. Wel stoppen de treinen bij Neuvos Ministerios. De Cercanías-lijnen C-4 en C-3 gebruiken dit nieuwe traject. Deze spoorcapaciteit is nodig omdat de breedspoor langeafstandstreinen niet meer konden keren in Atocha maar door moesten rijden naar Chamartín. De kopsporen in Atocha zijn omgebouwd naar normaalspoor om de uitbreidingen aan de hogesnelheidslijnen naar Barcelona en Valencia te kunnen opvangen.
De Spaanse spoorwegen, de RENFE, heeft zich geconcentreerd op het normaalsporige hogesnelheidsnetwerk. Er is een spoortunnel gebouwd voor de hogesnelheidstreinen tussen de stations Atocha en Chamartín, die de normaalsporige eindpunten met elkaar verbindt. De andere treinen rijden op Spaans breedspoor. Er zijn zes sporen tussen Chamartín en Atocha.
Ook heeft er een debat plaatsgevonden tussen de centrale overheid (de exploitant van de Cercanías) en de regionale overheid (de exploitant van de Madrileense metro). Reden daarvoor was de verantwoordelijkheid voor de bouw van een nieuw traject naar de nieuwe terminal 4 van het vliegveld Barajas. De verlenging van de Cercanías-lijn 1 heeft in 2011 plaatsgevonden.